# Qibla Cola
Qibla Cola è una cola alternativa, prodotto di spicco della Qibla Cola Company, fondata da Zahida Parveen, con sede a Derby, in Inghilterra.
Questa cola è stata lanciata sul mercato britannico nel febbraio 2003, con una massiccia campagna pubblicitaria televisiva cominciata nell'ottobre dell'anno precedente. A seguito del successo ottenuto in madrepatria, sono stati stretti accordi anche con distributori internazionali per commercializzarla anche negli altri paesi d'Europa, dell'America del Nord, e dell'Asia.
La strategia di vendita di Qibla Cola e l'organizzazione societaria riflettono un tentativo di far nascere nei propri consumatori il desiderio di un consumo equo e solidale. L'azienda pretende di offrire alla propria clientela un'alternativa vera alle cola tradizionali che sono prodotte e create dalle grosse multinazionali. La posizione morale di Qibla se manifesta nell'impegno formale della compagnia a donare il 10% dei ricavi netti a delle cause umanitarie mondiali.
Il nome suggerisce un chiaro ed evidente riferimento alla cultura teologica islamica, ove la parola Qibla è usata per indicare la direzione del Masjid al-Haram nella città santa islamica della Mecca, meta di pellegrinaggio per tutti i musulmani. La compagnia comunque afferma che la parola qibla è impiegata nel suo senso non religioso, significando semplicemente la «direzione».
Non solo Cola: la compagnia produce e vende altre bevande
- Mango Qibla
- Qibla Goyave
- Qibla Fantasy (gusto arancia)
- Qibla 5 (al limone)
- Qibla Water (acqua)

In diretta concorrenza con Qibla troviamo la Mecca Cola e la Zam Zam Cola.